# الشهيد (أسماء الله الحسنى)
الشهيد هو اسم من أسماء الله الحسنى، على وزن فعيل بصيغة المبالغة، ومعناه: هو الذي لا يغيب عن علمه شيء، وهو أيضًا الذي يشهد على الخلق يوم القيامة، وهو قريب من معنى الرقيب .

## في القرآن الكريم
قد ورد في القرآن عدة مرات، منها:
- ﴿قُلْ يَا أَهْلَ الْكِتَابِ لِمَ تَكْفُرُونَ بِآيَاتِ اللَّهِ وَاللَّهُ شَهِيدٌ عَلَى مَا تَعْمَلُونَ ۝٩٨﴾ سورة آل عمران:98
- ﴿مَا قُلْتُ لَهُمْ إِلَّا مَا أَمَرْتَنِي بِهِ أَنِ اعْبُدُوا اللَّهَ رَبِّي وَرَبَّكُمْ وَكُنْتُ عَلَيْهِمْ شَهِيدًا مَا دُمْتُ فِيهِمْ فَلَمَّا تَوَفَّيْتَنِي كُنْتَ أَنْتَ الرَّقِيبَ عَلَيْهِمْ وَأَنْتَ عَلَى كُلِّ شَيْءٍ شَهِيدٌ ۝١١٧﴾ سورة المائدة:117
- ﴿قُلْ أَيُّ شَيْءٍ أَكْبَرُ شَهَادَةً قُلِ اللَّهُ شَهِيدٌ بَيْنِي وَبَيْنَكُمْ وَأُوحِيَ إِلَيَّ هَذَا الْقُرْآنُ لِأُنْذِرَكُمْ بِهِ وَمَنْ بَلَغَ أَئِنَّكُمْ لَتَشْهَدُونَ أَنَّ مَعَ اللَّهِ آلِهَةً أُخْرَى قُلْ لَا أَشْهَدُ قُلْ إِنَّمَا هُوَ إِلَهٌ وَاحِدٌ وَإِنَّنِي بَرِيءٌ مِمَّا تُشْرِكُونَ ۝١٩﴾ سورة الأنعام:19
- ﴿قُلْ كَفَى بِاللهِ شَهِيدًا﴾ سورة الإسراء:96
- ﴿إِنَّ الَّذِينَ آمَنُوا وَالَّذِينَ هَادُوا وَالصَّابِئِينَ وَالنَّصَارَى وَالْمَجُوسَ وَالَّذِينَ أَشْرَكُوا إِنَّ اللَّهَ يَفْصِلُ بَيْنَهُمْ يَوْمَ الْقِيَامَةِ إِنَّ اللَّهَ عَلَى كُلِّ شَيْءٍ شَهِيدٌ ۝١٧﴾ سورة الحج:17
- ﴿يَوْمَ يَبْعَثُهُمُ اللَّهُ جَمِيعًا فَيُنَبِّئُهُمْ بِمَا عَمِلُوا أَحْصَاهُ اللَّهُ وَنَسُوهُ وَاللَّهُ عَلَى كُلِّ شَيْءٍ شَهِيدٌ ۝٦﴾ سورة المجادلة:6

## الأقوال في معناه
- قال السعدي:[3]«ومن أسمائه الحسنى الرّقيب، وهو واسمه الشّهيد مترادفان، كلاهما يدلّ على حضوره مع خلقه، يسمع ما يتناجون به، ويرى ما يخوضون فيه، ويعلم حركات خواطرهم، وهواجس ضمائرهم، وتقلّب لواحظهم، لا يغيب عنه من أمرهم شيء يقولونه أو يفعلونه، كما قال تعالى:﴿وَمَا تَكُونُ فِي شَأْنٍ وَمَا تَتْلُو مِنْهُ مِنْ قُرْآنٍ وَلا تَعْمَلُونَ مِنْ عَمَلٍ إِلَّا كُنَّا عَلَيْكُمْ شُهُوداً إِذْ تُفِيضُونَ فِيهِ وَمَا يَعْزُبُ عَنْ رَبِّكَ مِنْ مِثْقَالِ ذَرَّةٍ فِي الْأَرْضِ وَلا فِي السَّمَاءِ وَلا أَصْغَرَ مِنْ ذَلِكَ وَلا أَكْبَرَ إِلَّا فِي كِتَابٍ مُبِينٍ﴾ سورة يونس:61، وقال:﴿أَلَمْ تَرَ أَنَّ اللَّهَ يَعْلَمُ مَا فِي السَّمَاوَاتِ وَمَا فِي الْأَرْضِ مَا يَكُونُ مِنْ نَجْوَى ثَلاثَةٍ إِلَّا هُوَ رَابِعُهُمْ وَلا خَمْسَةٍ إِلَّا هُوَ سَادِسُهُمْ وَلا أَدْنَى مِنْ ذَلِكَ وَلا أَكْثَرَ إِلَّا هُوَ مَعَهُمْ أَيْنَ مَا كَانُوا ثُمَّ يُنَبِّئُهُمْ بِمَا عَمِلُوا يَوْمَ الْقِيَامَةِ إِنَّ اللَّهَ بِكُلِّ شَيْءٍ عَلِيمٌ﴾ سورة المجادلة:7»
- وقال أبو إسحاق الزجاج:[4]«الشهيد الحاضر»
- قال الزجاجي:[5]«الشهيد في اللغة بمعنى الشاهد كما أن العليم بمعنى العالم والشاهد خلاف الغائب كقول العرب: فلان كان شاهداً لهذا الأمر أي لم يغب عنه»

## معاني الشهيد
- أن اللَّه هو عالم الغيب والشهادة لا يخفى عليه شيء وإن دق وصغر، وأنه هو الشهيد على أفعال العباد وأقوالهم ويتجلى ذلك يوم القيامة عند محاسبتهم وتقرير أحوالهم .[6]
- أن اللَّه أعظم شيء شهادة كما جاء في قوله تعالى:﴿قُلْ أَيُّ شَيْءٍ أَكْبَرُ شَهَادَةً قُلِ اللَّهُ شَهِيدٌ بَيْنِي وَبَيْنَكُمْ وَأُوحِيَ إِلَيَّ هَذَا الْقُرْآنُ لِأُنْذِرَكُمْ بِهِ وَمَنْ بَلَغَ أَئِنَّكُمْ لَتَشْهَدُونَ أَنَّ مَعَ اللَّهِ آلِهَةً أُخْرَى قُلْ لَا أَشْهَدُ قُلْ إِنَّمَا هُوَ إِلَهٌ وَاحِدٌ وَإِنَّنِي بَرِيءٌ مِمَّا تُشْرِكُونَ ۝١٩﴾ سورة الأنعام:19[6]
- أن الله شهد لنفسه بأنه واحد أحد، فرد صمد لا شريك له، والملائكة وأولو العلم، كما جاء في قوله:﴿شَهِدَ اللَّهُ أَنَّهُ لَا إِلَهَ إِلَّا هُوَ وَالْمَلَائِكَةُ وَأُولُو الْعِلْمِ قَائِمًا بِالْقِسْطِ لَا إِلَهَ إِلَّا هُوَ الْعَزِيزُ الْحَكِيمُ ۝١٨﴾ سورة آل عمران:18[6]